# El Mahone
El Mahone är en ort i Mexiko.   Den ligger i kommunen El Fuerte och delstaten Sinaloa, i den västra delen av landet, 1 200 km nordväst om huvudstaden Mexico City. El Mahone ligger 116 meter över havet och antalet invånare är 162.
Terrängen runt El Mahone är platt. Runt El Mahone är det ganska glesbefolkat, med 23 invånare per kvadratkilometer. Närmaste större samhälle är El Fuerte de Montes Claros, 11,0 km sydväst om El Mahone. I omgivningarna runt El Mahone växer huvudsakligen savannskog.